# NGC 4946
NGC 4946 is een elliptisch sterrenstelsel in het sterrenbeeld Centaur. Het hemelobject werd op 3 juni 1834 ontdekt door de Britse astronoom John Herschel.

## Synoniemen
- ESO 269-45
- MCG -7-27-30
- DCL 489
- PGC 45283